# Eoconfuciusornis
Eoconfuciusornis é um gênero ave primitiva da família Confuciusornithidae, tendo vivido no período Cretáceo Inferior. O fóssil representa a espécie mais antiga da família e foi datada de há 131 milhões de anos. Os restos fósseis foram encontrados na província de Liaoning, nordeste da China.